# Casola di Napoli
Casola di Napoli  (Casola 'e Napule in napoletano) è un comune italiano di 3 614 abitanti della città metropolitana di Napoli in Campania.

## Geografia fisica
Situata ai piedi dei monti Lattari, all'imbocco della penisola sorrentina, è strettamente conurbata con Gragnano.
Il territorio è prevalentemente collinare, attraversato da brevi corsi d'acqua per lo più a regime torrentizio.

## Storia

### Simboli
Lo stemma del Comune di Casola di Napoli è stato concesso con decreto del presidente della Repubblica del 2 agosto 2007.
Il gonfalone è un drappo di rosso.

## Società

### Evoluzione demografica
Abitanti censiti

### Etnie e minoranze straniere
Secondo i dati ISTAT al 31 dicembre 2018 i cittadini stranieri residenti a Casola di Napoli erano 40, corrispondenti al 1,0% della popolazione. Le nazionalità maggiormente rappresentate erano:
1. Romania 19 0,4%
2. Ucraina 8 0,2%

## Amministrazione
Di seguito è presentata una tabella relativa alle amministrazioni che si sono succedute in questo comune.
| Periodo          | Periodo          | Primo cittadino       | Partito                          | Carica              | Note  |
| ---------------- | ---------------- | --------------------- | -------------------------------- | ------------------- | ----- |
| 6 giugno 1985    | 11 giugno 1990   | Antonio Del Sorbo     | lista civica                     | Sindaco             | [ 8 ] |
| 11 giugno 1990   | 4 giugno 1993    | Antonio Del Sorbo     | Democrazia Cristiana             | Sindaco             | [ 8 ] |
| 4 giugno 1993    | 20 novembre 1995 | Gabriella D'Orso      |                                  | Comm. straordinario | [ 8 ] |
| 4 giugno 1993    | 20 novembre 1995 | Pierluca Ghirelli     |                                  | Comm. straordinario | [ 8 ] |
| 4 giugno 1993    | 20 novembre 1995 | Leonardo Pace         |                                  | Comm. straordinario | [ 8 ] |
| 20 novembre 1995 | 17 aprile 2000   | Pietro Catello Cuomo  |                                  | Sindaco             | [ 8 ] |
| 17 aprile 2000   | 5 aprile 2005    | Alfredo Rosalba       | centro                           | Sindaco             | [ 8 ] |
| 5 aprile 2005    | 30 marzo 2010    | Alfredo Rosalba       | centro                           | Sindaco             | [ 8 ] |
| 30 marzo 2010    | 1º giugno 2015   | Domenico Peccerillo   | lista civica                     | Sindaco             | [ 8 ] |
| 1º giugno 2018   | in carica        | Costantino Peccerillo | lista civica: Casola in positivo | Sindaco             | [ 8 ] |